# アマンダ・D・ロッツ
アマンダ・D・ロッツ (Amanda D. Lotz) は、アメリカ合衆国の教育者、テレビ研究者、メディア研究者で、2019年からはオーストラリアに拠点を置いている。おもにテレビ研究、デジタル・ディスラプション、テレビ局やメディア企業の経済学などの研究で知られ、「ネットワーク時代 (network era)」、「ポスト・ネットワーク時代 (post-network era)」、「マルチチャンネル遷移 (multi-channel transition)」といった用語を広めてテレビ産業がケーブルテレビによる配信からインターネット配信へ移行した状況を説明した。
ロッツは、クイーンズランド工科大学の教授であり、同大学のデジタル・メディア研究センター (Digital Media Research Centre) 内に設けられた、メディア産業の変容 (the Transforming Media Industries) 研究グループのプログラム・リーダーである。クイーンズランド工科大学へ移る前は、ミシガン大学のコミュニケーション学教授であり、その前はデニソン大学助教授 (assistant professor)、さらに前はセントルイス・ワシントン大学のメロン・ポストドクトリアル・フェローであった。
彼女の研究領域は、メディア産業、テレビ/ケーブルテレビ産業の経済学、ブロードバンド配信メディア、テレビ研究、ジェンダーとメディアなどに及んでいる。
B.A.はデポー大学からコミュニケーションで、M.A.はインディアナ大学からテレコミュニケーションで取得し、Ph.D.はテキサス大学からラジオ、テレビ、映画 (Radio, Television and Film) 分野で取得した。
2016年から2018年にかけて、ロッツは、ポッドキャストの the Media Business Matters Podcast の共同ホストのひとりとなり、メディアにおける最新の報道に焦点を当ててなぜそれが重要なのかを論じた。ロッツは、ピーボディ・メディア・センターのフェローであった。

## 著書
ロッツは、合わせて11冊の著書、共著書、編著があるほか、多数の査読論文、分担執筆、学会報告をおこなっている。

### 単著
- Netflix and Streaming Video: The Business of Subscriber-funded Video on Demand (Polity, 2022)
- Media Disrupted: Surviving Pirates, Cannibals and Streaming Wars (MIT Press, 2021).
- We Now Disrupt This Broadcast: How Cable Transformed Television and the Internet Revolutionized It All ([[[:en:MIT Press|MIT Press]], 2018).
- Portals: A Treatise on Internet-Distributed Television (Ann Arbor: [[:en:University of Michigan Library{University of Michigan Library]], 2017). Open access version
- Cable Guys: Television and American Masculinities in the 21st Century (New York University Press, 2014)
- The Television Will Be Revolutionized (New York University Press, 2007) A revised, second edition was published in 2014.
- Redesigning Women: Television After the Network Era (University of Illinois Press, 2006)

### 共著書
- Media Industry Studies(with Daniel Herbert and Aswin Punathambekar, Polity, 2020)
- Understanding Media Industries (with Timothy Havens, Oxford University Press, 2011). A revised, second edition was published in 2016.
- Television Studies (with Jonathan Gray, Polity, 2011).

### 編著
- Beyond Prime Time: Television Programming in the Post-Network Era (Routledge, 2009)

## 受賞・栄誉
- International Communication Association Fellow [6]
- Peabody Fellow Scholar [7]
- Faculty Fellow National Association of Television Program Executives[8]
- Faculty Development Grant National Association of Television Program Executives
- Coltrin Professor of the Year, International Radio and Television Society[9]
- Academy of Television Arts & Sciences Foundation Faculty Seminar
- Phi Beta Kappa (DePauw University)